# Kingsley Madu
Kingsley Madu (Kaduna, 12 december 1995) is een Nigeriaans voetballer die bij voorkeur als linksback speelt. Hij verruilde medio 2019 SV Zulte Waregem voor Odense BK. Hij debuteerde in 2015 in het Nigeriaans voetbalelftal.

## Carrière

### Clubcarrière
Hij begon bij El Kanemi Warriors. Op 13 januari 2014 Madu tekende samen met Moses Simon een driejarig contract bij de Slowaakse club AS Trenčín. Op 30 augustus 2016 tekende hij een driejarig contract bij SV Zulte Waregem. Bij de West-Vlaamse club werd hij echter nooit onbetwistbaar basisspeler. In januari 2019 werd hij verhuurd aan tweedeklasser KSV Roeselare. Hierna liep zijn contract af en ging hij naar het Deense Odense BK.

### Interlandcarrière
Madu debuteerde op 13 juni 2015 in het Nigeriaans voetbalelftal als basisspeler in de thuiswedstrijd om kwalificatie voor het Afrikaans kampioenschap voetbal 2017 tegen Tsjaad (2-0).
Hij werd geselecteerd voor de Nigeria selectie op de Olympische Zomerspelen 2016 waar Nigeria een bronzen medaille won.

## Erelijst

### Club
AS Trenčín
- Fortuna Liga: 2014–15, 2015–16
- Slovenský Pohár: 2014–15, 2015–16

SV Zulte Waregem
- Beker van België: 2016–17

### Internationaal
Nigeria
- Olympische Zomerspelen: 2016

1 Hansen ·
2 Mickelson ·
3 Mouritsen ·
4 Paulsen  ·
6 Köhler ·
8 Manneh ·
9 Kadrii ·
10 Don Deedson ·
11 Jensen ·
13 Bernat ·
14 Grubbe ·
15 Trybull ·
16 Myhra ·
17 Kjerrumgaard ·
18 Ejdum ·
19 Selvén ·
20 Owusu ·
21 Horneman ·
22 Al Hajj ·
23 Adelgaard ·
24 Bojang ·
25 Helander ·
26 Muçolli ·
27 Nielsen ·
28 Slotsager ·
29 Gomez ·
30 Fenger ·
Coach: Krogh